# اکبرآباد (آق‌قلا)
اکبرآباد روستایی در دهستان آق‌التین بخش مرکزی شهرستان آق‌قلا استان گلستان ایران است.

## جمعیت
بر پایه سرشماری عمومی نفوس و مسکن در سال ۱۳۹۵ جمعیت این مکان ۱۲۰ نفر (۳۸خانوار) بوده‌است.